# Amt Heiligengrabe/Blumenthal
Das Amt Heiligengrabe-Blumenthal war ein 1992 gebildetes Amt in Brandenburg, in dem zunächst zwölf Gemeinden im damaligen Kreis Wittstock (heute Landkreis Ostprignitz-Ruppin, Brandenburg) zu einem Verwaltungsverbund zusammengefasst waren. Es wurde 2003 im Zuge der Gemeindereform in Brandenburg wieder aufgelöst.

## Geographische Lage
Das Amt Heiligengrabe/Blumenthal lag im damaligen Kreis Wittstock (heute Landkreis Ostprignitz-Ruppin) im nördlichen Teil des Landes Brandenburg. Es grenzte im Nordwesten an das Amt Meyenburg, im Norden und Osten an das Amt Wittstock-Land und die amtsfreie Stadt Wittstock/Dosse (damals nur das eigentliche Stadtgebiet), im Süden an die Ämter Kyritz und Gumtow und im Westen an die Ämter Groß Pankow/Prignitz und Pritzwalk-Land.

## Geschichte
Der Minister des Innern erteilte der Bildung des Amtes Heiligengrabe/Blumenthal am 17. Juni 1992 mit Wirkung zum 19. Juni 1992 seine Zustimmung. In der Bekanntmachung im Amtsblatt für Brandenburg ist das neue Amt als Amt Blumenthal/Heiligengrabe bezeichnet. In einer Änderungsmitteilung vom 12. Oktober 1992 wurde der Name des Amtes auf Amt Heiligengrabe/Blumenthal korrigiert. Sitz der Amtsverwaltung war in der Gemeinde Heiligengrabe. Es umfasste die Gemeinden:
1. Blandikow
2. Blesendorf
3. Heiligengrabe
4. Jabel
5. Liebenthal
6. Maulbeerwalde
7. Papenbruch
8. Wernikow
9. Zaatzke
10. Blumenthal
11. Rosenwinkel
12. Grabow

Das Amt Heiligengrabe/Blumenthal wurde am 26. Oktober 2003 im Zuge der Gemeindereform in Brandenburg aufgelöst. Die amtsangehörigen Gemeinden wurden in die neue amtsfreie Gemeinde Heiligengrabe eingegliedert und sind heute Ortsteile von Heiligengrabe.
Die Gemeinden Herzsprung und Königsberg (vorher Amt Wittstock-Land) wehrten sich erfolgreich vor dem Verfassungsgericht des Landes Brandenburg mit einer kommunalen Verfassungsbeschwerde gegen ihre Eingliederung in die Stadt Wittstock/Dosse. Sie wurden zum 31. Dezember 2004 nach Heiligengrabe eingegliedert.

## Belege
1. ↑  
Bildung des Amtes Blumenthal/Heiligengrabe. Bekanntmachung des Ministers des Innern vom 17. Juni 1992. Amtsblatt für Brandenburg - Gemeinsames Ministerialblatt für das Land Brandenburg, 3. Jahrgang, Nummer 47, 10. Juli 1992, S. 891.
2. ↑  
Änderung der Bekanntmachung des Ministers des Innern vom 17. Juni 1992. Amtsblatt für Brandenburg - Gemeinsames Ministerialblatt für das Land Brandenburg, 3. Jahrgang, Nummer 78, 12. Oktober 1992, S. 1891.
3. ↑  
Fünftes Gesetz zur landesweiten Gemeindegebietsreform betreffend die Landkreise Barnim, Märkisch-Oderland, Oberhavel, Ostprignitz-Ruppin, Prignitz, Uckermark (5.GemGebRefGBbg) vom 24. März 2003 (Gesetz- und Verordnungsblatt für das Land Brandenburg, I (Gesetze), 2003, Nr. 05, S. 82) und geändert durch Gesetz vom 1. Juli 2003 (Gesetz- und Verordnungsblatt für das Land Brandenburg, I(Gesetze), 2003, Nr. 10, S. 187)
4. ↑  
Kommunales Verfassungsbeschwerdeverfahren der Gemeinde Herzsprung gegen die Eingemeindung der Gemeinde Herzsprung (Amt Wittstock-Land) in die Stadt Wittstock/Dosse VerfGBbg, Beschluss vom 27. Mai 2004 - VfGBbg 63/03
5. ↑  
Kommunales Verfassungsbeschwerdeverfahren der Gemeinde Königsberg gegen die Eingemeindung der Gemeinde Königsberg (Amt Wittstock-Land) in die Stadt Wittstock/Dosse VerfGBbg, Beschluss vom 27. Mai 2004 - VfGBbg 138/03